# 除塵拍

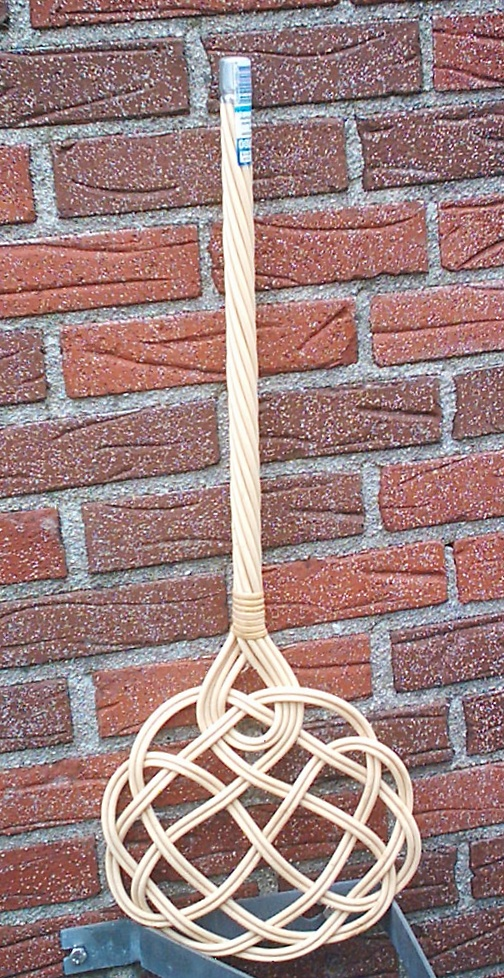
除塵拍

除塵拍是一種用於清潔的工具，可以透過拍打來去除掛在晾衣竿或晾衣架上紡織品如衣服、棉被、地毯、坐墊等。可以使用木、藤、柳、塑膠等材料製作。
自1950年代後，除塵拍在清潔上的用途已經逐漸被吸塵器取代。
在使用此工具時所發出的聲音可能會被視為噪音。在日本大阪，曾有因為埋怨鄰居拍打棉被的聲音太吵而引發官司糾紛的案例。